# Ma-Nuncue

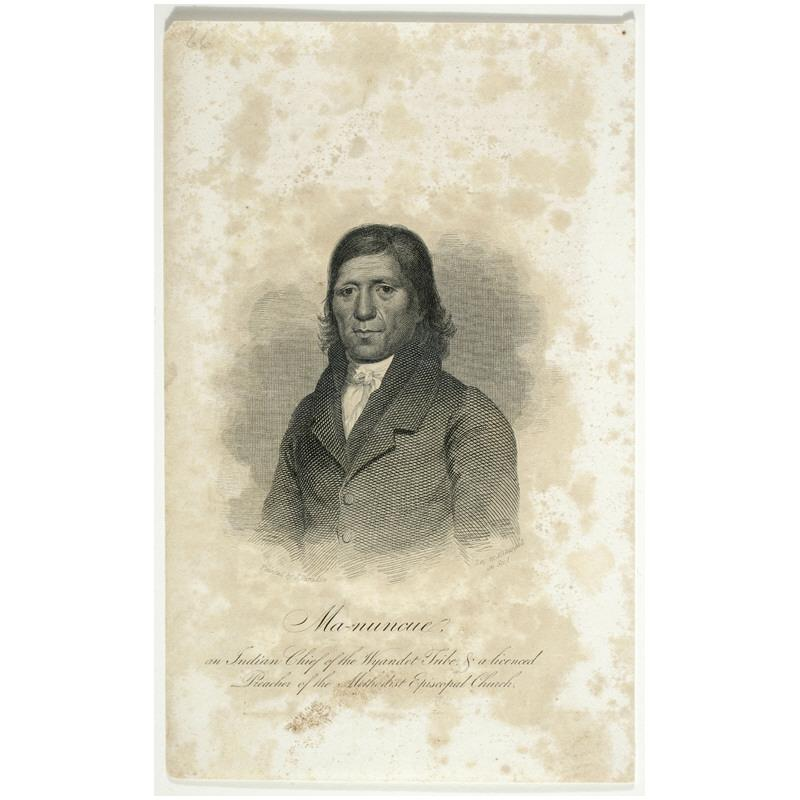
Ma-Nuncue según el grabado de Asher Brown Durand. Nueva York, Sociedad Histórica.

Ma-Nuncue, también citado como Monocue o Mononcue, era un predicador indígena de la tribu Wyandot (Ohio), conocido por su gran oratoria. 
Parte de la tribu Wyandot había entrado en contacto con misioneros católicos, pero fueron los metodistas los que llevaron una labor evangelizadora más intensa. Ma-Nuncue se convirtió al metodismo y luego fue uno de los más importantes evangelizadores de su tribu. Su labor está documentada antes de la Guerra anglo-estadounidense de 1812. 
Asher Brown Durand hizo un grabado de Ma-Nuncue, basándose en un retrato de John Paradise.